# ديف هانان
ديف هانان هو لاعب هوكي الجليد كندي، ولد في 26 نوفمبر 1961 في غريتر سودبوري في كندا.

## وصلات خارجية
- ديف هانان على موقع دوري الهوكي الوطني (الإنجليزية)
- ديف هانان على موقع قاعة مشاهير الهوكي (لاعب أن.إتش.أل) (الإنجليزية)
- ديف هانان على موقع EliteProspects.com (الإنجليزية)
- ديف هانان على موقع HockeyDB.com (الإنجليزية)
- ديف هانان على موقع Hockey-Reference.com (الإنجليزية)
- ديف هانان على موقع أوليمبيديا (الإنجليزية)